# Aprionus bicruris
Aprionus bicruris är en tvåvingeart som beskrevs av Boris Mamaev 1998. Aprionus bicruris ingår i släktet Aprionus och familjen gallmyggor. Inga underarter finns listade i Catalogue of Life.